# Benguerra
Die Ilha de Benguerra oder auch Ilha Benguérua (Portugiesisch für: Insel Benguerra bzw. Benguérua) ist die zweitgrößte Insel des zu Mosambik gehörenden  Bazaruto Archipels im Indischen Ozean. Die Insel hat eine Oberfläche von rund 55 Quadratkilometern, sie ist 11 km lang und 5,5 km breit. Von der Küste ist sie ca. 14 km entfernt und zur Hauptinsel Bazaruto beträgt die Distanz nur wenige Kilometer. Die Insel ist bewohnt und wird gern von Touristen besucht.

## Geschichte und Nationalpark
Die portugiesischen Eroberer gaben der Insel Anfang des 16. Jahrhunderts den Namen „Santo Antonio“.
Noch unter portugiesischer Kolonialverwaltung wurde 1971 der Nationalpark Parque Nacional do Bazaruto eingerichtet, zu dem Benguerra zusammen mit den Nachbarinseln seither gehört. 2001 ordnete die mosambikanische Regierung den Nationalpark neu und vergrößerte ihn. Seither trägt er die offizielle Bezeichnung Parque Nacional do Arquipélago do Bazaruto und ist einer der sechs Nationalparks in Mosambik.

## Beschreibung
Die Insel ist bekannt für ihre weißen Strände, Korallenriffe sowie Tauchmöglichkeiten und Fischgründe. Es gibt einen Flugplatz mit Verbindung zur Stadt Vilankulo auf dem mosambikanischen Festland. Auf der Insel gibt es einige Hotels und Hotelanlagen. Die Insel ist teilweise bewaldet und sie hat Süßwasserseen, in denen auch Krokodile leben. Sie ist Brutplatz für rund 140 Vogelarten.